# إيمرسون بويس
إيمرسون بويس (بالإنجليزية: Emmerson Boyce)‏ (مواليد 24 سبتمبر 1979 في إيليسبوري - إنجلترا) لاعب كرة قدم باربادوسي يلعب حاليا لصالح نادي الدرجة الممتازة ويجان أتلتيك الإنجليزي منذ 2006 في مركز قلب الدفاع . .

## مسيرته الكروية
لعب إيمرسون بويس خلال مسيرته الاحترافية مع 4 أندية في ثمانية عشر موسمًا وسجل خلالها 22 هدفًا ضمن 543 مباراة. حيث فاز في موسم واحد بالكأس ولم يفز بأي دوري.
خاض إيمرسون بويس مسيرته مع نادي لوتون تاون في موسم 1998–99 ليلعب معه ستة مواسم، مشاركًا في 185 مباراة سجل خلالها 8 أهداف. ثم انتقل إلى نادي كريستال بالاس في موسم 2004–05 ولمدة موسمين، حيث شارك في 69 مباراة سجل خلالها هدفًا واحدًا. لينتقل بعدها إلى نادي ويغان أتلتيك في موسم 2006–07 ليلعب معه تسعة مواسم، مشاركًا في 263 مباراة سجل خلالها 13 هدفًا. ثم انتقل إلى نادي بلاكبول في موسم 2015–16 لمدة موسم واحد، مشاركًا في 26 مباراة ولم يسجل أي هدف.

## روابط خارجية
- إيمرسون بويس على موقع الاتحاد الدولي (مؤرشف)  (الإنجليزية)
- إيمرسون بويس على موقع قاعدة بيانات كرة القدم.إي يو (الإنجليزية)
- إيمرسون بويس على موقع ناشيونال فوتبول تيمز (الإنجليزية)
- إيمرسون بويس على موقع Soccerbase.com (لاعب) (الإنجليزية)
- إيمرسون بويس على موقع Soccerway.com (الإنجليزية)
- إيمرسون بويس على موقع عالم كرة القدم.نت (الإنجليزية)
- إيمرسون بويس على موقع كووورة
- إيمرسون بويس على موقع AS.com (الإسبانية)